# 콜레토 전투
콜레토 전투(Battle of Coleto) 또는 콜레토 크릭 전투는 1836년 3월 19일 - 3월 20일 벌어진 텍사스 혁명의 골리아드 작전 동안 멕시코와 반란을 일으킨 텍사스 정착민과 간에 벌어진 전투이다. 제임스 패닌 대령이 지휘하는 텍사스 군이, 호세 데 우레아 장군 지휘 하에 멕시코 연방 부대에 패했다.

## 배경
샘 휴스턴 장군의 빅토리아 철수 명령을 받고, 텍사스 군은 골리아드 전도소의 방비를 위해 남아 있었다. 그 장교의 강한 반대에 대해 콜레토 크릭 1마일 앞에서 패닌은 그의 부대의 정지를 명령했다. 텍사스 군은 사방이 탁 트인 크릭 초원 지대에 있었기 때문에 즉시 우레아의 부대에게 포위되었다. 전투 둘째 날, 부상자와 물 부족을 때문에, 패닌은 항복했다. 텍사스 군은 9명이 사망하고, 51명이 부상을 입었고, 패닌 자신도 다리에 부상을 입었다. 텍사스 군은 항복을 했지만, 골리아드 학살을 당하게 된다.

## 같이 보기
- 텍사스 혁명
- 골리아드 작전

## 관련 서적
- William R. Bradle (2007), 《Goliad: The Other Alamo》, Pelican Pub Co, ISBN 9781589804579
- Clifford Hopewell (1998), 《Remember Goliad: Their Silent Tents》, NetLibrary, ISBN 9780585294568
- Jakie L. Pruett; Cole, Everett B. (1985), 《Goliad Massacre: A Tragedy of the Texas Revolution》, Eakin Press, ISBN 9780890154762
- Jay A. Stout (2008), 《Slaughter at Goliad: The Mexican Massacre of 400 Texas Volunteers》, Naval Institute Press, ISBN 978159114832 |isbn= 값 확인 필요: length (도움말)
- Clarence Wharton; Barnard, Joseph Henry (1968), 《Remember Goliad: A Rollcall of Texas Heroes》, Rio Grande Press